# Ab Garm
Āb Garm (farsi آبگرم) è una città della shahrestān di Boyinzahra, circoscrizione di Ab Garm, nella provincia di Qazvin in Iran. Aveva, nel 2006, una popolazione di 5.191 abitanti.